# 山本賢太
山本 賢太（やまもと けんた、1998年〈平成10年〉4月11日 - ）は、フジテレビの社員。元アナウンサー。

## 略歴
東京都板橋区出身。板橋区立赤塚第一中学校、慶應義塾高等学校、慶應義塾大学商学部卒業。野球歴は14年で、高校・大学時代は野球部に所属し、高校では外野手、慶應義塾体育会野球部では一塁手だった。
大学卒業後の2021年4月、フジテレビジョンにアナウンサーとして入社。同期入社は、竹俣紅・小山内鈴奈・小室瑛莉子、報道局政治部（内閣記者会担当）の記者で元HKT48の若田部遥。
入社から約9か月が過ぎた2021年12月20日、富士山女子駅伝で実況を担当。なお、本番までの練習の様子も「フジテレビュー!!」のYouTube動画で公開されている。
2025年6月24日、海外のオンラインカジノを利用したとして、単純賭博容疑で東京地検に書類送検された。警視庁は起訴を求める「厳重処分」の意見を付けた。
2025年7月10日付でアナウンス室から新設部署、コーポレート本部経営企画局企画連携推進部兼（株）フジ・メディア・ホールディングス兼務出向へ異動。同月11日に賭博罪で東京区検に略式起訴された。同月15日付で東京簡裁から罰金10万円の略式命令を受けた。

## 人物
- 身長179 cm[10]。
- 兄と妹がいる[11]。
- 小学2年の頃に、野球中継でヒーローインタビューを受けていた新庄剛志（当時北海道日本ハムファイターズ選手）に憧れ[11]、地域の少年野球チームに入った[4]。
- 小学6年の時に東京ヤクルトスワローズジュニアに選出されキャプテンを務め、「NPB12球団ジュニアトーナメント ENEOS CUP 2010」で準優勝した[12][13]。
- 中学時代は東京神宮リトルシニアに所属し、キャプテンを務めた[14]。3年の時の、2013年「第41回リトルシニア日本選手権大会」では準優勝した[13]。
- 慶應高校野球部時代はチームのムードメーカーとしても地位を確立[11]。3年の時の、2016年「第98回全国高等学校野球選手権神奈川大会」では、出場機会は少なかったものの背番号13でベンチ入りした。神奈川大会決勝に進出し代打として二塁打を放ったが、横浜高校に9対3で敗れ甲子園出場はならなかった[13][15]。
- プロ野球・北海道日本ハムファイターズの五十幡亮汰はリトルシニアの同級生、東京ヤクルトスワローズの木澤尚文は高校・大学の同級生にあたる[13]。
- 趣味は、お笑い鑑賞・似顔絵・釣り・筋トレ[3]で、2024年4月29日に「BEST BODY JAPAN 2024」関東大会「モデルジャパン部門」のフレッシャーズクラス（18 - 29歳）でグランプリを受賞し[16][17][18]、11月24日の日本大会（全国決勝）では54人中6位の成績を収めた[19][20][21]。
- 好きなものは、ノンレム睡眠[3]。
- 2023年3月31日、『ぽかぽか』に遅刻。しかし、ドッキリであったことが判明し、「ダルっ!」と発言していた。さらに、同5月6日のGPで仕掛けられた内容が放送され、その中で直属上司である当時の局次長に絡まれた際に、「長いって!」などと発言していたことが明らかにされた。このため、「アナウンサーらしからぬ発言」、「タメ口キャラ」などとイジられるようになった。
- 2023年7月22日 - 23日、『FNS27時間テレビ』の「100キロサバイバルマラソン」に出走し[22]、6位で完走した（参加者18人のうち完走者は6人）[23]。しかしこの際に疲労骨折しており、26日の『ぽかぽか』には車いす姿で登場した[24]。
- 2024年時点では、右腕を前に出して「エナジー!!」と叫ぶ決め台詞を持つ[17][25][26]。2025年1月29日の『ぽかぽか』冒頭では、欠席した山本本人から直接の申し送りを受けて、水曜進行の代行を務めた先輩アナの榎並大二郎が、「エナミー!!」で挨拶した[27]。
- 2024年7月20日 - 21日、『FNS27時間テレビ』の「100キロサバイバルマラソン」に2年連続出走し[25]、9位で完走した（参加者18人のうち完走者は11人）。
- 2025年6月11日、過去にオンラインカジノを利用していたことが明らかになり、「極めて不適切な行為であったことを深く反省しています」とのコメントを発表した[28]。なお、当該事案の疑義が生じた5月の段階で、社の判断として番組出演を見合わせている[29]。
- 2025年6月24日、賭博の疑いで警視庁により書類送検されたことが明らかになった[30]。

## 出演番組
レギュラー出演番組・キャスター名（地上波）
| 期間 | 期間      | 月曜日                                             | 火曜日                                                     | 水曜日                                                     | 木曜日                                                     | 金曜日                                                     | 土曜日                                     | 日曜日                                     |
| --- | --------- | -------------------------------------------------- | ---------------------------------------------------------- | ---------------------------------------------------------- | ---------------------------------------------------------- | ---------------------------------------------------------- | ------------------------------------------ | ------------------------------------------ |
| 2021.7 | 2021.9    | Live News イット! フィールドキャスター（週替わり） | Live News イット! フィールドキャスター（週替わり）         | （なし）                                                   | （なし）                                                   | （なし）                                                   | （なし）                                   | （なし）                                   |
| 2021.10 | 2022.3    | Live News イット! フィールドキャスター             | （なし）                                                   | （なし）                                                   | （なし）                                                   | （なし）                                                   | （なし）                                   | （なし）                                   |
| 2022.4 | 2022.6    | ポップUP! リポーター                               | ポップUP! リポーター                                       | Live News イット! フィールドキャスターポップUP! リポーター | Live News イット! フィールドキャスターポップUP! リポーター | Live News イット! フィールドキャスターポップUP! リポーター | （なし）                                   | （なし）                                   |
| 2022.7 | 2022.9    | ポップUP! リポーター                               | ポップUP! リポーター                                       | Live Newsイット! フィールドキャスターポップUP! リポーター  | Live Newsイット! フィールドキャスターポップUP! リポーター  | ポップUP! リポーター                                       | （なし）                                   | （なし）                                   |
| 2022.10 | 2022.12   | Live News イット! フィールドキャスター             | （なし）                                                   | Live News イット! フィールドキャスター                     | （なし）                                                   | （なし）                                                   | （なし）                                   | （なし）                                   |
| 2023.1 | 2023.3    | Live News イット! フィールドキャスター             | Live News イット! フィールドキャスター                     | ぽかぽか 進行                                              | （なし）                                                   | （なし）                                                   | （なし）                                   | （なし）                                   |
| 2023.4 | 2023.6.16 | Live News イット! フィールドキャスター             | Live News イット! フィールドキャスター                     | ぽかぽか 進行                                              | ぽかぽか ナレーション                                      | （なし）                                                   | （なし）                                   | （なし）                                   |
| 2023.6.19 | 2023.9    | （なし）                                           | Live News イット! フィールドキャスター                     | ぽかぽか 進行                                              | ぽかぽか ナレーション                                      | （なし）                                                   | （なし）                                   | （なし）                                   |
| 2023.10 | 2024.3    | （なし）                                           | Live News イット! フィールドキャスター                     | ぽかぽか 進行                                              | ぽかぽか ナレーション                                      | （なし）                                                   | （なし）                                   | S-PARK ニュースキャスター                  |
| 2024.4 | 2024.6    | （なし）                                           | Live News イット! お天気キャスター ＆ フィールドキャスター | ぽかぽか 進行                                              | ぽかぽか ナレーション                                      | （なし）                                                   | （なし）                                   | すぽると! ニュースキャスター               |
| 2024.7 | 2025.3    | （なし）                                           | （なし）                                                   | ぽかぽか 進行                                              | ぽかぽか ナレーション                                      | （なし）                                                   | （なし）                                   | すぽると! ニュースキャスター               |
| 2025.4 | 2025.５   | （なし）                                           | （なし）                                                   | ぽかぽか 進行                                              | ぽかぽか ナレーション                                      | サン!シャイン 情報プレゼンター                             | （なし）                                   | すぽると! ニュースキャスター               |
| 2025.６ | 2025.7.9  | オンラインカジノの使用に伴い、出演見合わせ         | オンラインカジノの使用に伴い、出演見合わせ                 | オンラインカジノの使用に伴い、出演見合わせ                 | オンラインカジノの使用に伴い、出演見合わせ                 | オンラインカジノの使用に伴い、出演見合わせ                 | オンラインカジノの使用に伴い、出演見合わせ | オンラインカジノの使用に伴い、出演見合わせ |
| 人事異動の内示により、7月10日付でアナウンス室から「コーポレート本部経営企画局企画連携推進部兼（株）フジ・メディア・ホールディングス兼務出向」となり、異動となる。 |           |                                                    |                                                            |                                                            |                                                            |                                                            |                                            |                                            |
| 備考 |           |                                                    |                                                            |                                                            |                                                            |                                                            |                                            |                                            |

### その他
- 発掘!スタートアップ ヒロミのおはようミーティング（2025年5月4日 - ） - 進行
- スポーツ中継 - 野球・駅伝（2022年 - ）
- BSフジLIVE プライムニュース（ニュースキャスター／木曜、2023年1月 - ）
- Live News イット! （2021年8月27日)　‐ 三井良浩夏季休暇時の代理お天気キャスター
- FNSラフ&ミュージック〜歌と笑いの祭典〜 第1夜（リポーター・2021年8月28日）
- FNSラフ&ミュージック〜歌と笑いの祭典〜 第2夜（悪い顔ニュースキャスター・2021年8月29日）
- 大みそか列島縦断LIVE 景気満開テレビ（2021年12月31日:熱海温泉あたみから中継）
- FNNニュース（2022年1月1日夜、2023年1月1日昼・2日夜）
- プロ野球ニュース（2021年10月 - 2022年3月、試合結果報告キャスター）
- BSフジニュース（水・金曜）
- VS魂（2021年10月7日 - 2022年4月21日、天の声（週替わり））
- ネプリーグ
  - 2021年6月21日 フジテレビ新人アナウンサー
小室瑛莉子・小山内鈴奈・竹俣紅と揃って参戦。
  - 2023年6月26日
  - 2023年11月20日
  - 2025年3月17日
- S-PARK（2022年9月17日、ニュースキャスター）
- オールスター合唱バトル2025（2025年6月8日）[31]